# Stokværk
Stokværk er den gamle betegnelse for etage. Udtrykket stammer fra den tid, hvor man byggede bindingsværkshuse af tømmerstokke. På tysk hedder etage "Stockwerk".
| Arkitektur | Spire Denne arkitekturartikel er en spire som bør udbygges. Du er velkommen til at hjælpe Wikipedia ved at udvide den. |